# نیکلاس داگوستینو
نیکلاس داگوستینو (انگلیسی: Nicholas D'Agostino؛ زادهٔ ۲۵ فوریهٔ ۱۹۹۸) بازیکن فوتبال اهل استرالیا است.
از باشگاه‌هایی که در آن بازی کرده‌است می‌توان به باشگاه فوتبال بریزبن رور، باشگاه فوتبال ملبورن ویکتوری و باشگاه فوتبال پرث گلوری اشاره کرد.
وی همچنین در تیم‌های ملی فوتبال زیر ۱۷ سال استرالیا، زیر ۲۳ سال استرالیا و استرالیا بازی کرده‌است.